# Cephalanthera erecta
Cephalanthera erecta är en orkidéart som först beskrevs av Carl Peter Thunberg, och fick sitt nu gällande namn av Carl Ludwig von Blume. Cephalanthera erecta ingår i släktet skogsliljor, och familjen orkidéer.

## Underarter
Arten delas in i följande underarter:
- C. e. subaphylla
- C. e. erecta
- C. e. oblanceolata

## Bildgalleri

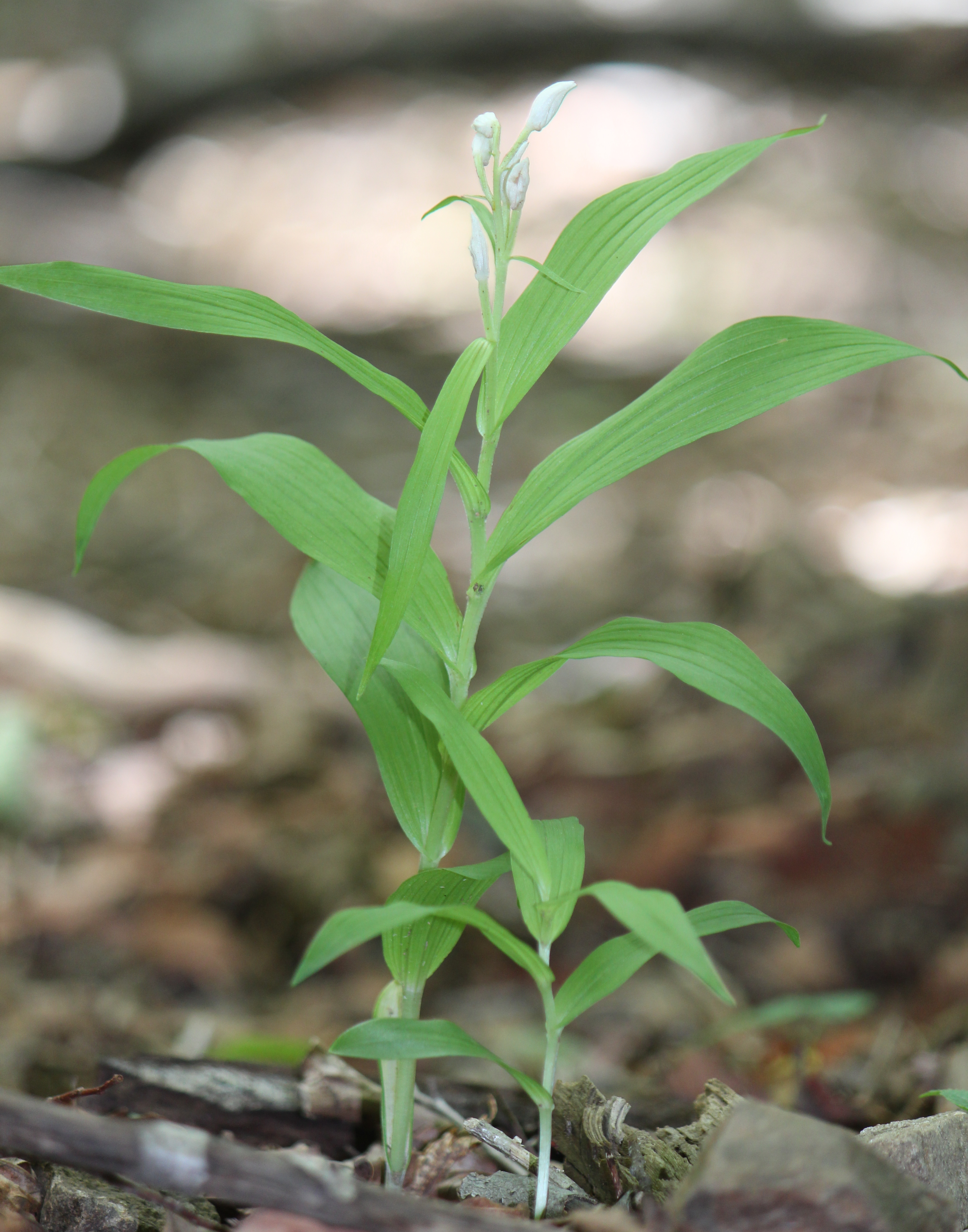
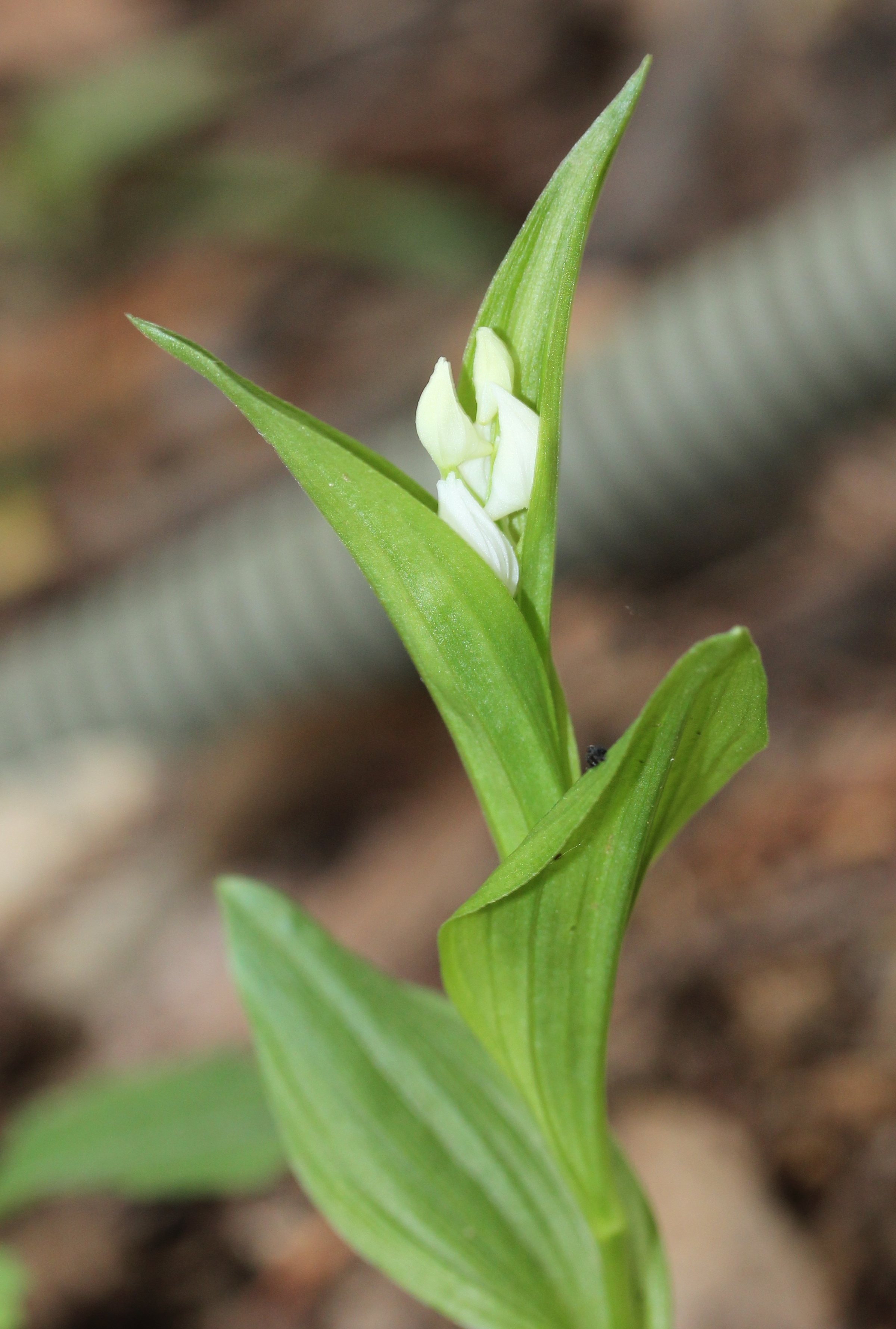